# Реслманія III
Реслманія III (англ. WrestleMania III) — третє щорічне шоу професійного реслінгу Реслманія з передплатою за перегляд (PPV), організоване Світовою Федерацією Реслінгу (WWF, тепер WWE). Захід відбувся 29 березня 1987 року на стадіоні Понтіак Сільвердоум у Понтіаку, штат Мічиган. На ньому відбулося 12 поєдинків, а в головній події Халк Хоган успішно захистив титул чемпіона світу WWF у важкій вазі у матчі проти Андре Гіганта.
WWF стверджувала, що відвідуваність склала 93 173, що зробило б це шоу найбільш відвідуваним заходом WWF, а також подією з найбільшою зареєстрованою відвідуваністю серед «заходів наживо» у приміщенні в Північній Америці на той час. Однак, ретроспективний аналіз події визначив, що фактична відвідуваність склала близько 78 000. Третя Реслманія вважається вершиною реслінгового буму 1980-х років, з майже мільйоном фанатів, які спостерігали за подією на 160 закритих майданчиках у Північній Америці, а кількість людей, які дивилися за допомогою платних трансляцій, оцінюється в кілька мільйонів. WWF отримала $1,6 млн від продажу квитків, а дохід від платних трансляцій оцінюється в $10,3 млн, що є рекордом на той час. Єдиним шоу промоушена з офіційно вищою відвідуваністю була Реслманія 32, що відбулася на AT&T Стедіум у 2016 році. Рекорд найбільшого заходу в приміщенні протримався до 27 січня 1999 року, коли його перевершила папська меса за участю Папи Івана Павла II в TWA Dome в Сент-Луїсі, штат Міссурі, яка зібрала аудиторію в 104 000 глядачів.

## Виробництво

### Передісторія

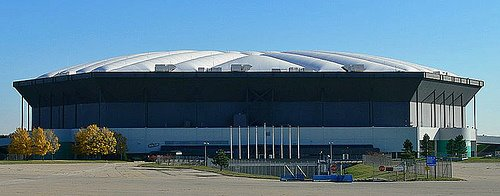
Захід відбувся в Понтіак Сілвердоум в Понтіаку, штат Мічиган.

Реслманія вважається флагманською PPV-подією Світової Федерації Реслінгу (WWF, тепер WWE), яка вперше відбулася у 1985 році. Вона проводиться щорічно з середини березня до середини квітня. На відміну від Реслманії 2 попереднього року, Реслманіія III була проведена лише в одному місці, 29 березня 1987 року в Понтіак Сільвердоум у Понтіаку, штат Мічиган.

### Сюжети
Як і попередні шоу «Реслманія», Реслманія III була розрекламована за кілька місяців до початку. Основна сюжетна ворожнеча виникла після того, як Андре Гігант скоїв хіл-терн і зрадив свого друга, чемпіона світу WWF у важкій вазі Халка Хогана. Почалася це в епізоді «Piper's Pit», коли президент WWF Джек Танні вручив Хогану трофей за те, що він був чемпіоном світу WWF у важкій вазі протягом трьох років. Андре, його добрий друг, вийшов привітати, але загадково промовив: «Три роки бути чемпіоном — це дуже довго». Тиждень потому, в іншому епізоді «Piper's Pit» Танні вручив Андре помітно менший трофей за «непереможність у WWF протягом 15 років». Хоган вийшов привітати Андре, але перш ніж Гігант встиг заговорити, Халк опинився в центрі уваги інтерв'ю. Роздратований цим, Андре вийшов під час вітальної промови Хогана. Тижнем пізніше, під час чергового випуску Piper's Pit, Джессі Вентура натякнув, що знає щось про Андре, але не розповідає. Це розлютило Пайпера, і вони ледь не побилися, перш ніж Вентура запевнив, що може продюсувати Андре наступного тижня, запитавши Пайпера: «А ти можеш продюсувати Хогана ?». Пайпер погодився і пізніше нервово запитав Хогана, чи погодився б той. Наступного тижня Хоган був першим на Piper's Pit, коли Андре вийшов з Боббі «Мозком» Хінаном, давнім ворогом Хогана і Андре. Він оголосив себе новим менеджером Андре. Потім Андре викликав Хогана на титульний матч на Реслманії III і напав на Хогана, зірвавши з нього футболку і натільний хрестик.
Іншою головною ворожнечею, що підвела до шоу, було протистояння між Рікі «Драконом» Стімботом та Інтерконтинентальним Чемпіоном у важкій вазі «Мачо» Ренді Севіджем. Ворожнеча почалася під час титульного матчу між ними, коли Севідж напав на Рікі, коли той вітався з фанатами біля рингу. Потім Ренді кинув Стімбота на огорожу за рингом і завдав удару ліктем по лежачому шиєю на огорожі Рікі. На додачу ще й стрибнув з верхнього канату на Стімбота тримаючи в руках ринговий гонг, пошкодивши таким чином Рікі гортань і відправивши останнього в лікарню. Це призвело до довгої, запеклої ворожнечі, яка тривала півроку, включала кілька кривавих поєдинків і, нарешті, досягла кульмінації на Реслманії. Джордж «Тварина» Стіл був присутнім в куті рингу Рікі, закохавшись раніше у прислужницю Севіджа, міс Елізабет.
Ворожнеча Біллі Джека Хейнса та Геркулеса почалася через постійні знущання Боббі Хінана над Хейнсом. Той стверджував, що Геркулес був справжнім майстром завершального прийому Хейнса — «Повного Нельсона» (англ. Full Nelson). Все це дійшло до точки кипіння, коли Геркулес напав на Хейнса у випуску Superstars of Wrestling, що призвело до їхнього поєдинку на Реслманії. Ця битва була розрекламована як «Виклик Повного Нельсона» (англ. Full Nelson Challenge).
Ще однією запеклою ворожнечею, що підвела глядачів до шоу, було протиборство між «Королем» Харлі Рейсом та Звалищним Псом. Коли турнір WWF Wrestling Classic став турніром «Король Рингу» (англ. King of the Ring), Харлі Рейс здобув перемогу і почав величати себе як «Король» Харлі Рейс, виходячи на ринг у королівській короні та накидці під урочистий акомпанемент класичного музичного твору Модеста Мусоргського «Great Gate of Kiev». Після кожної своєї перемоги Райс змушував переможеного суперника «ставати на коліна» перед ним. Зазвичай Боббі Хінан (менеджер Рейса) змушував переможеного суперника «вклонитися і стати на коліна», хапаючи його за волосся. Звалищний Пес протестував проти самопроголошеної монархії Рейса у WWF і заявив, що у WWF ніколи не буде повновладного правителя, що призвело до поєдинку на Saturday Night's Main Event IX, в якому Король і його менеджер намагалися змусити Звалищного Пса вклонитися перед ними. Це підготувало ґрунт для матчу на Реслманії, який включав умову, що переможений повинен був вклонитися переможцю.
26 січня 1987 року Британські Бульдоги програли командне чемпіонство WWF Заснуванню Хартів в матчі, в якому Динаміт Кід був настільки виснажений травмою спини, що його практично виніс до рингу Дейві Бой Сміт. Однак ніякої фізичної активності Кід не проявив, бо був нокаутований менеджером Хартів «Ротом Півдня» Джиммі Хартом, який вдарив Динаміта мегафоном на початку поєдинку. Денні Девіс був рефері цього матчу і дозволив Заснуванню Хартів використовувати недозволені прийоми одночасно обома Хартами. Після того, як Динаміту дали трохи часу на відновлення, Бульдоги продовжили суперництво з Заснуванням Хартів. Вони об'єдналися з Тіто Сантаною проти Заснування та рефері, який перетворився на реслера Денні Девіса у матчі три-на-три на Реслманії III. Матч був анонсований як матч-реванш із залученням Сантани через те, що Девіс був рефері в Бостон-гарден на початку 1986 року, коли Тіто програв титул Інтерконтинентального Чемпіона «Мачо» Ренді Севіджу, котрий використав сторонній предмет, щоб здобути перемогу.
Рок-співак і уродженець Детройта Еліс Купер перебував у куті рингу Джейка «Змія» Робертса під час його матчу з Хонкі-тонк Мена, менеджером якого був «Полковник» Джиммі Харт. Хонкі-тонк Мен напав на Робертса з гітарою під час інтерв'ю Робертса в сегменті передачі «The Snake Pit», що призвело до травми шиї Робертса. Ця подія поклала початок перетворенню Робертса на бейбіфейса, а також ворожнечі між реслерами, яка досягла кульмінації в їхньому матчі на Реслманії.
Протистояння між «Чарівним» Адріаном Адонісом та «Роуді» Родді Пайпером почалося, коли після відпустки у WWF в середині 1986 року Пайпер повернувся і побачив, що його сегмент «Piper's Pit» замінили на «The Flower Shop», сегмент, який вів тодішній феміністичний реслер Адріан Адоніс. Пайпер, який повернувся як фейс, провів тижні за руйнуванням шоу Адоніса та обмінюючись образами, що призвело до «розбірки» між двома сегментами, яка закінчилася нападом на Родді і приниженням Пайпера з боку Адоніса, колишнього охоронця Пайпера Боба Ортона та Дона Мурако. Трійця залишила Пайпера з розмальованим червоною помадою обличчям лежати посеред залишків зруйнованої сцени «Piper's Pit». У відповідь Пайпер штурмував декорації шоу Адоніса і знищив їх бейсбольною битою. Це призвело до їхнього поєдинку з волоссям на кону на Реслманії III, що був анонсований як прощальний реслінг-матч Пайпера перед тим, як він стане повноцінним актором.

## Шоу
| Роль:        | Ім'я:                               |
| ------------ | ----------------------------------- |
| Коментатор   | Горила Монсун                       |
| Коментатор   | Джессі Вентура                      |
| Коментатор   | Боб Уекер                           |
| Коментатор   | Мері Харт                           |
| Коментатор   | Боббі «Мозок» Хінан                 |
| Інтерв'юер   | «Підлий» Джин Окерлунд              |
| Інтерв'юер   | Вінс Макмен                         |
| Інтерв'юер   | Боб Уекер                           |
| Інтерв'юер   | Мері Харт                           |
| Ринг-анонсер | Говард Фінкель                      |
| Ринг-анонсер | Боб Уекер (Головна Подія)           |
| Суддя        | Джон Бонелло                        |
| Суддя        | Дейв Хебнер                         |
| Суддя        | Джек Крюгер                         |
| Суддя        | Джек Лотц                           |
| Суддя        | Джої Марелла                        |
| Хронометрист | Мері Харт                           |
| Підтримка    | Еліс Купер (в куті Джейка Робертса) |
| Вокаліст     | Арета Франклін                      |

Власник WWF Вінс МакМен стверджує, що коли він збирався оголосити «Ласкаво просимо на Реслманію III», він відчув дух свого батька Вінсента Джеймса МакМена, який помер трьома роками раніше. Після того, як МакМен привітав публіку, він представив Арету Франклін, яка відкрила шоу, виконавши пісню «America the Beautiful».
Першим поєдинком вечора був бій Канадо-Американського З'єднання (англ. The Can-Am Connection) з Ріком Мартелом і Томом Зенком у складі проти Боба Ортона молодшого і Чудового Мурако (з Містером Фуджі). Цей матч закінчився, коли Мартел провів Мурако високий Кросбаді (англ. High Crossbody). Зенк, що лежав на руках і колінах позаду, підсік Мурако ноги. Горила Монсун назвав це «маленькою шкільною подорожжю ззаду», що дозволила Мартелу здобути перемогу для своєї команди.
Наступним поєдинком, який вийшов в ефір, був бій Геркулеса (з Боббі «Мозком» Хінаном у куті рингу) проти Біллі Джека Хейнса у «Виклику Повного Нельсона». Поєдинок закінчився, коли Хейнс зафіксував на Геркулесі прийом «Повний Нельсон» за межами рингу і обидва були відраховані. Після матчу Хінан вдарив Біллі коліном у спину поки той тримав Геркулеса у больовому захваті за межами рингу. Потім Хейнс погнався за Хінаном на ринг, де Геркулес засліпив Хейнса своїм ланцюгом, завдавши йому кілька ударів, перш ніж зафіксувати закривавленого Хейнса у власному «Нельсоні».
Наступним був матч змішаних команд між Кінг Конгом Банді та його командою (Лорда Літлбрука і Малюка Токіо) проти Селюка Джима та його команди (Гаїтянського Малюка і Малого Бобра). За правилами, тільки ліліпути могли битися з ліліпутами і ні Банді, ні Селюк не мали права нападати на них, хоча в якийсь момент Банді вийшов на ринг, а Малий Бобер відмовився негайно покинути ринг, навіть вдаривши 458-фунтового (208 кг) «Ходячого кондомініума» Банді ногою. Команда Кінг Конга Банді була дискваліфікована, коли той напав на Маленького Бобра, тому що Банді не повинен був перебувати на рингу з ліліпутами. Після того, як Бобер кілька разів «атакував» Банді під час матчу, його нарешті було спіймано і Банді напав на Маленького Бобра, провівши йому бодіслем (англ. Body Slam), а потім стрибнув ліктем йому на груди.
Після цього відбувся матч «Loser Must Bow» («Переможений повинен вклонитися») між Звалищним Псом та Харлі Рейсом (з Боббі Хінаном та «Королевою Реслінгу» Неймовірною Мулою). Перед матчем «Підлий» Джин Окерлунд взяв інтерв'ю у Хінана, Рейса і Мули за лаштунками, де Мула передбачила, що Звалищний Пес повинен буде вклонитися королю, як це і належить робити. Потім Боббі дав Мулі корону і сказав, щоб вона одягла її на голову Короля після матчу, «як це може зробити тільки Королева Реслінгу». Звалищний Пес вийшов на ринг під бурхливі овації в Сільвердоумі. Під час поєдинку вони билися з перемінним успіхом, а Рейс навіть безуспішно намагався провести лежачому Псові удар головою в падінні. Після цього Рейс відновився настільки, що зміг провести Звалищному Псові переможний суплекс «живіт до живота» (англ. Belly to Belly Suplex), після того як той відволікся на Боббі Хінана. Згідно з передматчевою домовленістю, JYD зробив невеликий уклін, а потім вдарив Рейса сталевим стільцем зі спини під бурхливі овації натовпу. Після нападу на Рейса, Пес взяв королівську мантію і покинув ринг з нею в руках під аплодисменти.
Наступним поєдинком була зустріч «Команди Мрії» (англ. Dream Team), а саме Брутуса Біфкейка і Грега «Молота» Валентайна, в куті котрих стояли Джонні Веліант і канадський силач Діно Браво, проти «Неймовірних Братів Роже» — Жака і Реймонда. Рей Роже розпочав поєдинок, замкнувши Біфкейка в захваті. Пізніше обидва віддали тег, і Валентайн зійшовся у бою з Жаком Роже, а Браво спостерігав за ними з-за меж рингу. Реймонд зафіксував на Валентайні «присипляючий захват» (англ. Sleeper Hold), після чого Біфкейк зістрибнув з канатів і випадково вдарив «Молота» прийомом «Дворучне Руків'я Сокири» (англ. Double Axe Handle). Брати Роже провели на Валентайні командний прийом, але рефері в той момент сперечався з Біфкейком. Матч закінчився, коли Діно Браво зістрибнув з верхнього канату і вдарив Реймонда, коли той утримував Валентайна, а потім перекинув Валентайна на Рея для перемоги. Команда Мрії сперечалася більшу частину матчу, що призвело до того, що Валентайн, Браво і Джонні пішли разом, без Біфкейка.
Кадри інтерв'ю з «Роуді» Родді Пайпером вийшли в ефір, коли Пайпер вийшов на ринг, щоб зустрітися з «Чарівним» Адріаном Адонісом, якого супроводжував «Рот Півдня» Джиммі Харт, у прощальному поєдинку Пайпера. Пайпер і Адоніс розпочали поєдинок, атакуючи один одного поясом Родді. Адоніс зафіксував на Пайпері «присипляючий захват» посеред рингу і відпустив його до того, як рука Пайпера вдарила канвас втретє, думаючи, що він уже виграв матч. Коли Джиммі Харт вийшов на ринг, щоб відсвяткувати з Адонісом, Брутус Біфкейк вийшов на ринг, щоб допомогти Пайперу відновитися, а Родді напав на Адоніса і провів свій власний захват. Пайпер здобув перемогу, а після закінчення матчу Брутус вийшов на ринг і відрізав волосся Адріану Адонісу, поки Пайпер утримував Джиммі Харта. Після того, як Біфкейк розбудив Адоніса і той побачив себе у дзеркалі, яке він приніс на ринг і яке тримав Пайпер, Адоніс вдарив дзеркало і ганявся за Пайпером по всьому рингу, перш ніж покинув його у збентеженні, а Харт накрив голову Адріана своєю курткою.
Наступним був командний матч шести чоловік за участю колишнього рефері Денні Девіса (у його дебюті реслером WWF) та командних чемпіонів WWF, Заснування Хартів (Брет «Хітмен» Харт та Джим «Ковадло» Нейдхарт), проти Британських Бульдогів (Динаміт Кід та Дейві Бой Сміт) та Тіто Сантани з бульдогом Матильдою в їхньому куті. Упередженість рефері Девіса на користь реслерів-лиходіїв призвела до того, що Бульдоги програли командні титули Хартам, а Сантана — титул Інтерконтинентального Чемпіона WWF у важкій вазі «Мачо» Ренді Севіджу. Бульдоги мали багато майже вдалих спроб утримання, але Нейдхарт розбив більшість з них. Після того, як всі троє членів команди Бульдогів/Сантани помстилися Девісу, всі шість реслерів побилися на рингу одночасно. Денні Девіс оговтався, вдарив Дейві Боя мегафоном Джиммі Харта і утримав його для перемоги.
Наступним відбувся дебют на PPV Бутча Ріда проти Коко Б. Вейра. Рід переміг у цьому поєдинку за допомогою утримання згортанням (англ. rollup) перевівши кросбоді Коко (тримаючи при цьому за штани опонента). Після поєдинку менеджер Ріда Слік вийшов на ринг і напав на Коко Б. Вейра з тростиною, але Тіто Сантана швидко вибіг на ринг і зупинив Сліка, а також зірвав з нього частину одягу. Слік відступив, коли Рід повернувся на ринг, але як виявилось — тільки для того, щоб Рід отримав подвійний дропкік від Коко і Сантани.
Наступним змаганням був титульний матч за участю чинного Інтерконтинентального Чемпіона WWF у важкій вазі Ренді «Мачо» Севідж (з Міс Елізабет) та Рікі «Дракона» Стімбота (з Джорджем «Твариною» Стілом). Сам матч тривав майже п'ятнадцять хвилин. У якийсь момент Севідж збирався використати гонг рингу як зброю, але був зупинений Стілом, який збив Ренді з верхнього канату. Коли Севідж спробував провести кидок черпаком (англ. Scoop Slam), Стімбот перевів його в згортання «small package», щоб здобути перемогу і стати новим Інтерконтинентальним Чемпіоном WWF у важкій вазі, що стало першим випадком в історії Реслманій, коли Інтерконтинентальний Чемпіонський титул у важкій вазі перейшов з рук в руки. Цей матч багато хто вважає одним з найкращих в історії WWE.
Десятий поєдинок вечора відбувся між Хонкі-тонк Меном (з «Полковником» Джиммі Хартом) та Джейком «Змієм» Робертсом, який разом зі своїм улюбленцем, пітоном «Деміеном» мав у своєму куті уродженця Детройту Еліса Купера. Коли Джейк вийшов на DDT, менеджер Хонкі-тонк Мена Джиммі Харт потягнув Робертса за ноги і Хонкі-тонк Мен згорнув Джейка, вчепився рукою в канати і утримав, щоб здобути перемогу. Після матчу Робертс ледь не вдарив Хонкі його власною гітарою, розбивши її об стійку рингу і змусивши Хонкі втекти, залишивши Харта одного. Еліс Купер вийшов на ринг і, поки Робертс тримав Харта в прийомі «Повний Нельсон», напав на нього з пітоном Робертса Деміеном.
Потім ринг-анонсер Говард Фінкель представив публіці «Підлого» Джина Окерлунда. Потім Окерлунд оголосив про відвідуваність заходу, яка встановила новий рекорд відвідуваності в приміщенні — 93,173.
Наступними на ринг вийшли Залізний Шейх і Ніколай Волков (зі Сліком) проти Бджіл-убивць (англ. The Killer Bees) («Стрибун» Джим Брунзелл і Б. Брайан Блер). Слік попросив усіх фанатів встати, щоб привітати Ніколая Волкова зі його співом радянського гімну. Коли Волков почав співати, «Ножівка» Джим Даґґан вийшов на ринг зі своєю дошкою 2х4, до якої був прикріплений крихітний американський прапор. Він взяв мікрофон і сказав, що Волков не буде співати, тому що Америка — країна вільних і батьківщина хоробрих. Поки тривав матч, Даґґан залишався біля рингу. Коли Залізний Шейх зафіксував на Брунзеллі «верблюжий захват» (англ. Camel Clutch), Даґґан, який переслідував Волкова по всьому рингу, зупинився і на очах у рефері вдарив нічого не підозрюючого Шейха по спині своєю дошкою 2х4, в результаті чого Залізний Шейх і Ніколай Волков виграли поєдинок по дискваліфікації.

### Головна подія

Андре Гігант тримає Халка Хогана у ведмежих обіймах під час їхнього матчу за титул Чемпіона Світу у важкій вазі WWF.

У фінальному поєдинку, який відтоді називають «найбільшою головною подією спортивних розваг», чемпіон світу WWF у важкій вазі Халк Хоган захищав свій титул від Андре Гіганта. Говард Фінкель представив запрошеного ринг-анонсера Боба Уекера, який, у свою чергу, представив запрошеного хронометриста, ведучу програми Entertainment Tonight Мері Харт. Фанати сильно освистали Андре і закидали його та його менеджера Боббі Хінана сміттям, коли вони їхали на візку до рингу. На противагу цьому, Хоган, який вийшов на ринг пішки, був зустрінутий бурхливими оваціями. Приблизно через хвилину після початку поєдинку Хоган спробував кинути Андре бодіслемом, але не зміг підняти Гіганта і ледь не програв матч, коли той впав на нього і майже утримав. Після того, як бій тривав з перемінною перевагою учасників, Андре відкинув Хогана ірландським батогом (англ. Irish Whip) на дальній край рингу і спробував вдарити його «Великим Чоботом» (англ. Big Boot). Але Хоган ухилився і відштовхнувся від канатів, щоб провести Андре «клоузлайн» і вперше за весь матч збити того з ніг. Потім Хоган «Халканув» і звалив 525-фунтового (238 кг) велетня черпаковим кидком. А перемогу з захистом титулу здобув відштовхнувшись від канатів і провівши «ногу в падінні» (англ. Leg Drop).

## Відгуки
Шоу отримало позитивні відгуки. У роки після Реслманії III, матч Севіджа проти Стімбота був визнаний критиками та іншими реслерами одним з найвидатніших матчів у професійному реслінгу. Pro Wrestling Illustrated та Wrestling Observer Newsletter назвали його Матчем 1987 Року. IGN поставив цей поєдинок на 6 місце у списку 20 найкращих матчів в історії Реслманій. Стімбот описав його як «момент, який визначив мене як рестлера». Томас Голіанопулос з Complex Sports поставив його на друге місце у своєму списку 50 найкращих матчів в історії Реслманії, посилаючись на те, що «обидва хлопці працювали блискавично і все — від агресивності Рікі до участі Джорджа „Тварини“ Стіла зіграло свою роль». Девід Отонга назвав його п'ятизірковим матчем тижня за версією WWE.com 19 грудня 2012 року.
Головний поєдинок між Халком Хоганом та Андре Гігантом вважається одним із ключових в історії WWE, а кидок Хоганом Андре став знаковим моментом у кар'єрі обох реслерів, а також у бумі професійного реслінгу 1980-х років загалом. Незважаючи на свою історичну важливість, матч також критикували за його якість. У той час він отримав рейтинг «-4» від Дейва Мельцера, а Wrestling Observer Newsletter назвав його «найгірше відпрацьованим матчем року». У 2020 році Ларрі Чонка з 411Mania дав матчу одну зірку, заявивши: «Матч не є хорошим у будь-якому сенсі, але я повністю ціную його історичну важливість». Кевін Пантоха, також дописувач 411Mania, у 2019 році дав матчу дві зірки, заявивши: «Технічно, це було не дуже добре. Однак я не думаю, що матч настільки поганий, як дехто вважає».
Після Реслманії III було багато заяв про те, що цифра відвідуваності 93 173, яка встановила світовий рекорд відвідуваності для заходу в приміщенні, була неправдивою і що реальна відвідуваність становила лише близько 78 000 осіб. Рекорд буде побитий на Реслманії 32 у 2016 році.
Офіційно Реслманія III посідає друге місце за відвідуваністю в історії WWE після Реслманії 32 у 2016 році, на стадіоні AT&T в Арлінгтоні, штат Техас з офіційною цифрою трохи більше 101 000 відвідувачів, хоча Мельтцер стверджує, що фактична кількість була між 93-94 000.

## Наслідки
Родді Пайпер знявся у фільмах «Пекло у Фрогтауні» та «Вони живуть», а також спорадично з'являвся на телебаченні, перш ніж нарешті повернувся, щоб вести сегмент Piper's Pit на Реслманії V. Пайпер продовжував брати активну участь у професійному реслінгу в різні моменти протягом більш ніж двох десятиліть. Перший телевізійний матч між Андре та Хоганом після Реслманії III відбувся в програмі The Main Event I на каналі NBC 5 лютого 1988 року, зібравши рекордні 33 мільйони глядачів, що зробило його найпопулярнішим матчем в історії північноамериканського професійного реслінгу. Суть цього матчу полягала в тому, що після перемоги Андре поклав край чотирирічному чемпіонству WWF Хогана за допомогою спланованої підстави, в якій брали участь рефері-близнюки Ерл та Дейв Хебнер. Кульмінацією їхньої ворожнечі став матч-реванш на Реслманії IV в рамках турніру за корону нового чемпіона (обидва були дискваліфіковані під час матчу за використання сталевого стільця перед очима рефері Джої Марелли). Матч Хоган/Андре на Реслманії IV став першим в історії Реслманії матчем-реваншем.
Ренді Севідж продовжив кидати виклик Рікі Стімботу за титул Інтерконтинентального чемпіона в матчах-реваншах на домашніх шоу по всій країні. Зрештою, Стімбот програв титул Хонкі-тонк Мену, і незабаром після цього Севідж став фейсом і ворогував з Хонкі-тонк Меном за цей титул. 4 вересня 1987 року Ренді Севідж виграв турнір Король Рингу, перемігши у фіналі Кінг Конга Банді (на той момент Король Рингу ще не транслювався).
Двадцять років потому Реслманія 23 відсвяткувала 20-річчя Реслманії III, повернувшись у Метро Детройт і показавши кадри з Реслманії III. Була запрошена Арета Франклін (пісня «Who's Zoomin' Who?» Франклін була тематичною піснею Реслманії III) заспівати «America the Beautiful», а також Кейн провів черпаковий кидок (англ. Scoop Slam) Великому Калі. Реслманія 23 мала найвищі збори серед усіх Реслманій в історії, поки рекорд не побила Реслманія XXVIII.
Також у 2007 році Реслманія III була перевидана на DVD. Диск DVD містив інтерв'ю та матчі перед Реслманією, включаючи королівську битву з Saturday Night's Main Event X, яку виграв Геркулес, а також додаткові спливаючі дрібниці про шоу.
Реслманія III була перевидана на DVD 12 березня 2013 року. Пізніше Fox Sports 1 повторно показав шоу 12 травня 2020 року.

## Матчі
| №                                       | Матч | Тип матчу                                                  | Час   |
| --------------------------------------- | --- | ---------------------------------------------------------- | ----- |
| 1                                       | Канадо-Американське З'єднання (Рік Мартел і Том Зенко) перемогли Боба Ортона і Прекрасного Мурако (з Містером Фуджі) утриманням опонента.                                        | Командний матч                                             | 5:37  |
| 2                                       | Біллі Джек Хейнс і Геркулес (з Боббі Хінаном) закінчили матч з подвійним відліком.                                                                                               | Одиночний матч                                             | 7:44  |
| 3                                       | Селюк Джим, Гаїтянський Малюк і Малий Бобер перемогли Кінг Конга Банді, Малюка Токіо і Лорда Літлбрука по дискваліфікації                                                        | Командний змішаний матч тріо                               | 3:23  |
| 4                                       | Харлі Рейс (з Боббі Хінаном і Неймовірною Мулою) переміг Звалищного Пса утриманням опонента.                                                                                     | Одиночний матч. Переможений повинен вклонитися переможцю   | 4:22  |
| 5                                       | Команда Мрії (Грег Валентайн і Брутус Біфкейк) (з Джонні Веліантом і Діно Браво) перемогли Братів Роже (Жак і Реймонд) утриманням опонента.                                      | Командний матч                                             | 4:03  |
| 6                                       | Родді Пайпер переміг Адріана Адоніса (з Джиммі Хартом) утриманням опонента. | Одиночний матч з волоссям на кону                          | 6:33  |
| 7                                       | Заснування Хартів (Брет Харт й Джим Нейдхарт) і Денні Девіс (з Джиммі Хартом) перемогли Британських Бульдогів (Дейві Бой Сміт й Динаміт Кід) і Тіто Сантану утриманням опонента. | Командний матч тріо                                        | 8:52  |
| 8                                       | Бутч Рід (зі Сліком) переміг Коко Б. Вейра утриманням опонента. | Одиночний матч                                             | 3:39  |
| 9                                       | Рікі Стімбот (з Джорджем Стілом) переміг Ренді Севіджа (с) (з Міс Елізабет) утриманням опонента.                                                                                 | Одиночний матч за титул Інтерконтинентального чемпіона WWF | 14:35 |
| 10                                      | Хонкі-тонк Мен (з Джиммі Хартом) переміг Джейка Робертса (з Елісом Купером) утриманням опонента.                                                                                 | Одиночний матч                                             | 7:04  |
| 11                                      | Ніколай Волков і Залізний Шейх (зі Сліком) перемогли Бджіл-убивць (Б. Брайан Блер і Джим Брунзелл) по дискваліфікації.                                                           | Командний матч                                             | 5:44  |
| 12                                      | Халк Хоган (с) переміг Андре Гіганта (з Боббі Хінаном) утриманням опонента. | Одиночний матч за титул Чемпіона WWF у важкій вазі         | 12:01 |
| (c) — чемпіон на момент старту поєдинку | |                                                            |       |